# دييغو أويارزون
دييغو أويارزون (بالإسبانية: Diego Oyarzún)‏ هو مدرب كرة قدم ولاعب كرة قدم تشيلي في مركز قلب الدفاع، ولد في 19 يناير 1993 في سانتياغو في تشيلي. لعب مع نادي أونيفرسيداد كاتوليكا ويونيون لا كاليرا.

## وصلات خارجية
- دييغو أويارزون على موقع قاعدة بيانات كرة القدم.إي يو (الإنجليزية)
- دييغو أويارزون على موقع Soccerway.com (الإنجليزية)
- دييغو أويارزون على موقع AS.com (الإسبانية)